# Plantencommunicatie
De communicatie van planten met hun omgeving is gericht op twee doelen: ter bevordering van de voortplanting en ter verdediging tegen belagers. Zo kennen planten verschillende manieren om insecten te lokken die voor bestuiving kunnen zorgen. Daarnaast proberen planten zich op verschillende manieren te verdedigen tegen hun vijanden, de aanvretende insecten.  
De communicatie van planten gebeurt onder andere met bloembouw en -kleur, speciale structuren, vlezige vruchten of vruchten met veel reservestoffen, geur- en smaakstoffen, gifstoffen en andere afweermechanismen

## Bloembouw en -kleur

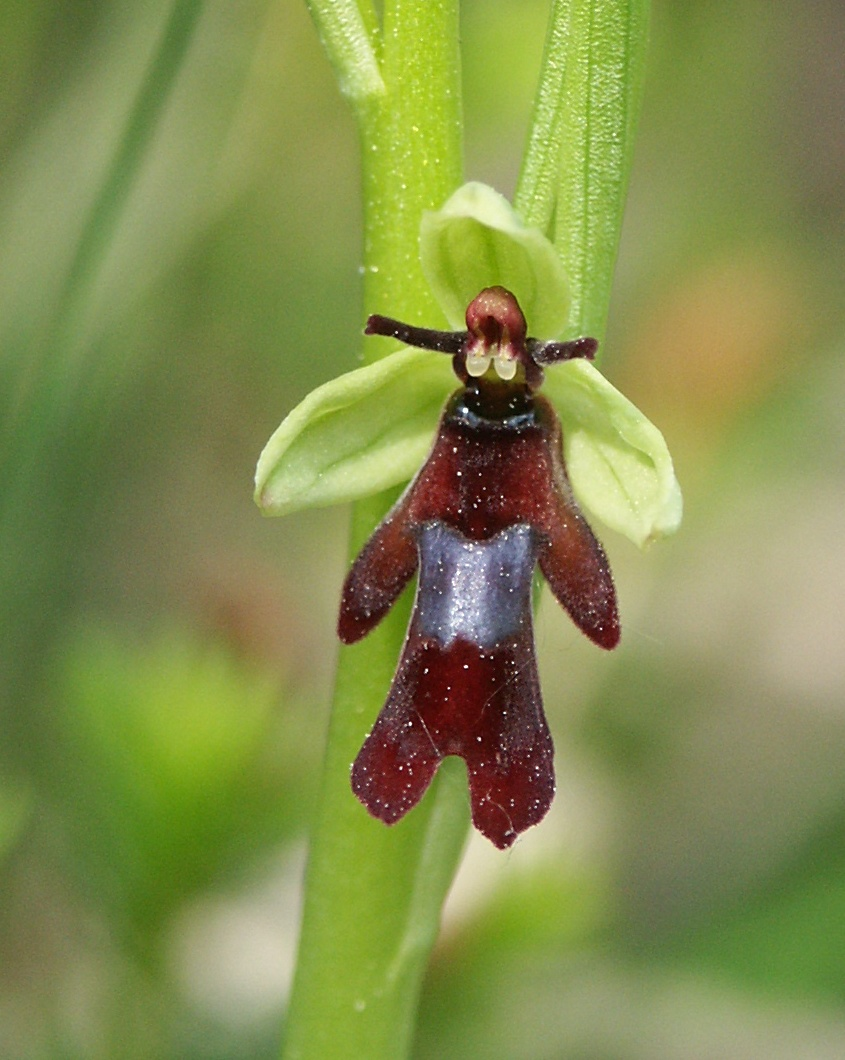
Vliegenorchis

Bij bloemen die afhankelijk zijn van kruisbestuiving worden insecten en dieren gelokt doordat de bloemen nectarklieren bezitten en veel stuifmeel produceren. Bijen verzamelen stuifmeel en nectar en raken hierbij bepoederd met stuifmeel dat bij het bezoek aan de volgende bloem op de stempel van die bloem komt. Veel bloemen hebben een speciale constructie die ervoor zorgt dat het insect in aanraking komt met het stuifmeel. Zo moet het insect bij vingerhoedskruid door de bloemkroon kruipen om achterin bij de nectar te kunnen komen. Ook hebben bloemen soms een ingewikkelde bouw waardoor alleen een specifiek insect de bloem kan bestuiven, of lijken de bloemen op het betreffende insect waardoor het insect wil paren en zo de bloem bestuift, zoals bij de vliegenorchis.
Bestuiving door dieren gebeurt door kolibries, vleermuizen en slakken. Dit laatste komt onder andere bij Goudveil voor. 
De bloem heeft vaak een zogenaamd honingmerk, een vlek op het bloemblad die naar de nectar leidt. Deze vlek is door de mens niet altijd te zien, maar kan wel onder UV-licht zichtbaar gemaakt worden.
Daarnaast is de bloemkleur van belang, omdat de bijen lang op dezelfde bloemkleur blijven vliegen.

## Speciale structuren
Sommige planten beschikken over speciale aanpassingen in hun uiterlijk. Passiebloemen (uit de familie Passifloraceae) bijvoorbeeld maken kleine, ronde, gele bolletjes op hun stengels en bladeren aan. Deze bolletjes lijken heel erg op de eitjes van de zebravlinder (Heliconius charitonius). Deze vlinder heeft namelijk de voorkeur eitjes te leggen op passiebloemen. Wanneer de eitjes uitkomen, vreten de rupsen vervolgens de plant aan.
Voordat de zebravlinder de eitjes legt, onderzoekt deze eerst of er al niet eitjes van soortgenoten op de plant zijn gelegd. Eerder gelegde eieren vormen een gevaar, daar de pasgeboren rupsen de nog niet uitgekomen eieren aanvreten. 
Een zebravlinder die eieren van zijn soortgenoten aantreft, zal dan ook de passiebloem weer verlaten. Door deze kleine, gele, ronde eitjes na te bootsen (dit heet mimicry), verdedigt de passiebloem zich.
Kruidje-roer-mij-niet is een kruid dat goed laat zien dat planten ook zeer snel kunnen reageren op uitwendige prikkels ondanks het feit dat ze geen zenuwstelsel hebben. Dit gebeurt met behulp van signaalstoffen. Bij aanraking van het evengeveerde samengestelde blad of door de wind gaan de 1 centimeter lange blaadjes "dicht" (vouwen samen). De bladsteel waar de bladeren aan zitten kantelt ook richting de stam. Niet de hele plant reageert maar alleen het deel dat aangeraakt wordt. Na enkele minuten strekken de bladstelen weer en vouwen de bladeren zich weer open.

## Vlezige vruchten
Vlezige vruchten worden door dieren en de mens gegeten, waarbij de zaden of pitten vaak ingeslikt worden en met de uitwerpselen verspreid worden. Zo worden veel besvruchten door vogels gegeten. Sommige plantensoorten hebben echter bessen, die in het begin nog bitter zijn en dan door de vogels worden gemeden. Veel zaden van besvruchten kiemen pas als ze door het spijsverteringskanaal van een dier zijn gegaan.

## Vruchten met veel reserve stoffen
Vruchten met veel reserve stoffen, zoals noten, worden weliswaar door dieren gegeten, maar vaak leggen deze dieren ook een voorraad aan of verstoppen ze. Voorbeelden hiervan zijn de eekhoorn en de Vlaamse gaai. Deze noten kunnen later gaan kiemen en zo weer een boom of struik vormen.
Sommige zaden hebben een zogenaamd mierenbroodje, waardoor deze door mieren versleept worden.

## Geurstoffen

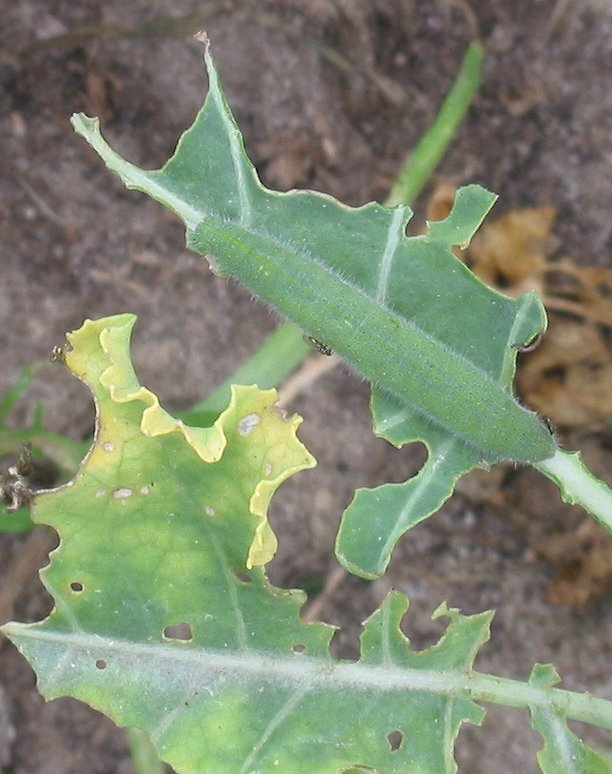
Rups van klein koolwitje op boerenkool
met sluipwesp uit het geslacht
Apantheles (Braconidae)

Bloemen geven reukstoffen af om insecten te lokken. Zo ruiken sommige bloemen naar rottend vlees om zo vliegen te lokken en ruikt de groene nachtorchis naar nectar. Daarnaast geven planten reukstoffen af als er aan gevreten wordt door bijvoorbeeld rupsen. Hierdoor worden sluipwespen aangetrokken, die hun eieren in de rupsen leggen en zo de rups belagen. Ook roofmijten, die spintmijten eten, worden aangetrokken door planten die worden aangevreten door spint.
Daarnaast kunnen planten in de directe omgeving, 10 tot 20  cm afstand, van aangevreten planten ook de signalen opvangen, die aangevreten planten uitzenden en zo op hun beurt zonder dat ze al zijn aangevreten reukstoffen gaan produceren om bijvoorbeeld roofmijten te lokken.
Plantenwortels geven ook bepaalde stoffen af. Dit kunnen lokstoffen voor aaltjes zijn, die vervolgens de plant kunnen aantasten zoals bij aardappelmoeheid, maar het kunnen ook stoffen zijn die een symbiose met een schimmel bevorderen. Ook kunnen planten via stoffen die de wortels uitscheiden met elkaar communiceren en kunnen planten de kieming en groei van andere planten in hun omgeving tegengaan of zelfs verhinderen.

## Smaakstoffen
De plant kan bepaalde smaakstoffen, zoals bitterstoffen, maken, waardoor de plant niet meer opgegeten wordt. Ook als een plant wordt aangevreten kan deze smaakstoffen maken of de hoeveelheid ervan verhogen om zich zo minder aantrekkelijk te maken voor de belager.

## Gifstoffen
Gifstoffen beschermen de plant tegen vraat. Er zijn echter rupsen die tegen het gif kunnen en dit gif in hun lichaam opslaan, waardoor ze zelf niet opgegeten worden. Een voorbeeld hiervan is de Sint-jacobsvlinder.
Planten kunnen afweerstoffen maken als ze geïnfecteerd worden door een ziekte. Er worden dan fytoalexinen aangemaakt die de schimmel of bacterie bestrijden. Voorbeelden van deze stoffen zijn pisatine bij erwt, phaseoline bij boon en hydroxy-phaseoline bij sojaboon.

## Andere afweermechanismen

### Overgevoeligheidsreactie
Planten kunnen zich verweren tegen een schimmelinfectie, infectie door bacteriën en virussen en zelfs tegen sommige insecten doordat ze een overgevoeligheidsreactie vertonen. Op het moment dat een schimmel, bacterie of virus een plantencel binnendringt sterven de omliggende cellen zeer snel af en zorgen er zo voor dat de belager niet verder de plant in kan groeien. Ook bij insectenvraat sterft op deze manier weefsel snel af. Een voorbeeld van een overgevoeligheidsreactie bij schimmelinfectie is die bij zwarte roest op gewone tarwe.

### Mechanische resistentie
Hierbij wordt de verspreiding van de ziekteverwekker tegengegaan door de vorming van wondgom, kurkvorming, vorming van tylosen (iepziekte) of wondgenezing door een snelle celdeling.

## Communicatie planten-dieren
Wetenschappers hebben bewijs gevonden dat planten geluiden produceren waar dieren op reageren. 